# LPGA
La Ladies Professional Golf Association, comunemente nota come (LPGA), è un organo che promuove e organizza il golf professionale femminile. Avente sede a Daytona Beach, in Florida, si occupa della gestione dell'LPGA Tour, il principale circuito di golf femminile mondiale.
Fondata nel 1950, è l'organizzazione professionale sportiva femminile più antica negli Stati Uniti d'America.

## Storia
Negli anni quaranta esistette la WPGA (Women's Professional Golf Association), un'associazione precorritrice del golf professionale femminile negli Stati Uniti d'America, che tuttavia interruppe i propri tour dopo la stagione 1948 e fu definitivamente soppressa nel dicembre 1949 dopo soli cinque anni di attività. Quest'ultima fu fondata da Ellen Griffin, Betty Hicks e Hope Seignious.
Successivamente si decise di creare una nuova associazione con l'obbiettivo di dare continuità alla disciplina del golf professionale femminile. La Ladies Professional Golf Association venne fondata nel 1950 da un gruppo di tredici donne: Alice Bauer, Patty Berg, Bettye Danoff, Helen Dettweiler, Marlene Hagge, Helen Hicks, Opal Hill, Betty Jameson, Sally Sessions, Marilynn Smith, Shirley Spork, Louise Suggs e Babe Didrikson-Zaharias. Patty Berg fu nominata come sua prima presidente.
Nel 2018, l'LPGA ha acquisito un'associazione di golf amatoriale, l'Executive Women's Golf Association (EWGA), e ha ampliato la sua enfasi per includere i golfisti dilettanti negli Stati Uniti e nel Nord America. Inizialmente chiamata LPGA Women Who Play, l'organizzazione amatoriale è stata ribattezzata LPGA Amateur Golf Association. La LPGA Amateur Golf Association ha sedi gestite da membri in tutto il Nord America e nei Caraibi.

## Tornei LPGA Tour
La maggior parte dei tornei si tiene negli Stati Uniti. Nel 1956, la LPGA ha ospitato il suo primo torneo fuori dagli Stati Uniti all'Havana Open a L'Avana, Cuba. Nel 2020, quattordici tornei si svolgono al di fuori degli Stati Uniti, sette eventi in Asia, quattro in Europa, due eventi in Australia e uno in Canada.
Il Ladies European Tour co-sanziona il Women's British Open, l'Evian Championship in Francia e il Women's Australian Open (anche co-sanzionato con l'ALPG Tour). Gli altri due eventi co-sanzionati, il BMW Ladies Championship (LPGA of Korea Tour) e il Toto Japan Classic (LPGA of Japan Tour), si svolgono durante lo swing autunnale del tour in Asia.

### LPGA majors
I principali campionati annuali della LPGA sono:
- Chevron Championship
- U.S. Women's Open
- Women's PGA Championship
- Women's British Open
- The Evian Championship

Ricerca:

### LPGA Playoffs
Dal 2006 al 2008 il programma LPGA è stato diviso in due metà, con 15 giocatori di ciascuna metà che si sono qualificati per il campionato in base alle loro prestazioni. Sono state incluse anche due selezioni jolly per un campo finale di 21 giocatori. Il vincitore dell'LPGA Tour Championship, che prevede tre giorni di "playoff" più l'ultimo round del campionato, guadagna $ 1 milione.
Dal 2011 al 2013, il suo campo era composto da tre qualificazioni per ogni evento ufficiale del tour durante la stagione, in particolare i primi tre classificati non precedentemente qualificati. A partire dal 2014, il campo sarà determinato da una corsa a punti lunga una stagione. Il vincitore della corsa a punti riceverà un bonus di $ 1 milione.

## Vincitori di denaro in carriera leader
La tabella seguente mostra i primi 10 leader in denaro in carriera nell'LPGA Tour (dall'inizio delle loro stagioni da rookie) nella stagione 2024.
Le golfiste attive sono evidenziate in grassetto.
| Rank | Giocatrice       | Stato         | Gioca dal | Guadagnato ($) | Carriera eventi |
| ---- | ---------------- | ------------- | --------- | -------------- | --------------- |
| 1    | Annika Sörenstam | Svezia        | 1994–2023 | 22,583,693     | 307             |
| 2    | Karrie Webb      | Australia     | 1996–2024 | 20,293,617     | 497             |
| 3    | Cristie Kerr     | Stati Uniti   | 1997–2024 | 20,179,848     | 599             |
| 4    | Lydia Ko         | Nuova Zelanda | 2014–2024 | 20,143,981     | 245             |
| 5    | Inbee Park       | Corea del Sud | 2007–2022 | 18,262,344     | 305             |
| 6    | Amy Yang         | Corea del Sud | 2008–2024 | 15,848,328     | 350             |
| 7    | Lorena Ochoa     | Messico       | 2003–2010 | 14,863,331     | 175             |
| 8    | Suzann Pettersen | Norvegia      | 2003–2019 | 14,837,578     | 316             |
| 9    | Minjee Lee       | Australia     | 2015–2024 | 14,746,089     | 228             |
| 10   | Lexi Thompson    | Stati Uniti   | 2012–2024 | 14,588,207     | 258             |